# Sarah Sponcil
Sarah Marie Sponcil (* 16. August 1996 in Phoenix) ist eine US-amerikanische Beachvolleyballspielerin.

## Karriere
Sponcil begann ihre Karriere an der Veritas Preparatory Academy in ihrer Heimatstadt. Zunächst spielte sie auch Volleyball in der Halle. Von 2015 bis 2017 studierte sie an der Loyola Marymount University und anschließend noch ein Jahr an der University of California, Los Angeles. 2013 spielte sie ihr erstes Beachvolleyball-Turnier auf der AVP-Tour in Huntington Beach. 2014 nahm sie mit Alic Eager an der U19-Weltmeisterschaft in Porto teil. 2016 erreichte sie mit Torrey Van Winden den vierten Platz bei der U21-WM in Luzern. Bei ihrem ersten Turnier auf der FIVB World Tour wurde sie in Haiyang (drei Sterne) mit Caitlin Ledoux Dritte. Mit Lauren Fendrick wurde sie Fünfte in Tokio (drei Sterne) und Neunte in Wien (fünf Sterne).
Seit Herbst 2018 bildet Sponcil ein neues Duo mit Kelly Claes. Beim 4-Sterne-Turnier der World Tour 2018/19 in Den Haag verloren Claes/Sponcil Anfang 2019 das Finale gegen die Brasilianerinnen Ana Patrícia / Rebecca. Im weiteren Verlauf der Saison hatten sie zahlreiche Top-Ten-Platzierungen und landeten im Juli in Espinho erneut auf Platz zwei. Bei der WM 2019 in Hamburg belegten sie Platz neun.
Nach der Spielpause 2020 wegen der COVID-19-Pandemie kletterten Claes/Sponcil 2021 nach zwei Siegen bei den 4-Sterne-Turnieren in Sotschi und Ostrava in der Weltrangliste auf Platz fünf. Im selben Jahr belegte das Duo bei den Olympischen Spielen in Tokio Platz neun. Beim World Tour Finale in Cagliari erreichten Claes/Sponcil Platz fünf.
Seit 2022 spielte Sponcil zusammen mit Terese Cannon. Beste Ergebnisse auf der World Beach Pro Tour 2022 waren ein dritter Platz beim Challenge-Turnier in Kuşadası und ein zweiter Platz beim Elite16-Turnier in Kapstadt. Bei der Weltmeisterschaft in Rom erreichten Cannon/Sponcil nach vier Siegen das Achtelfinale, in dem sie gegen das deutsche Duo Müller/Tillmann ausschieden. Beim Elite16-Turnier der World Beach Pro Tour 2023 in Ostrava erreichten sie Platz zwei.